# Vogtei Eckwarden
Die Vogtei Eckwarden war eine zu Oldenburg gehörende Verwaltungseinheit. Sie bestand bis 1811.

## Umfang
Die Vogtei Eckwarden wird im Westen und Süden vom Jadebusen begrenzt. Im Osten liegt die Vogtei Stollhamm und im Nordwesten die Vogtei Burhave. Die Vogtei bestand aus mehreren Kirchspielen: Eckwarden mit den Bauerschaften Eckwarden, Sinswürden, Hofwürden, Mundahn Eckwarder Altendeich, Prie, Hammerich, Großwürden und Hayenschloot, außerdem dem Kirchspiel Tossens mit den Bauerschaften Tossens, Stick, Tossenser Groden und Tossenser Altendeich. Ein Teil des Kirchspiels Langwarden war außerdem Bestandteil der Vogtei Eckwarden mit den Bauerschaften Düke, Ruhwarden, Süllwarden, Seeverns und Mengershausen.

## Wirtschaft
Im Jahr 1809  gab es folgende Berufe in der Vogtei Eckwarden: 14 Krüger, sieben Kaufleute, neun Schneider, vier Bäcker, vier Schmiede, zehn Schuster, vier Fassbinder, neun Maurer, einen Blechschläger, einen Maler, zwei Weber, einen Brauer und zwei Tischler. Es gab im Jahr 1796 zwei Windmühlen, eine südlich von Klein-Tossens und eine westlich von Eckwarden.

## Infrastruktur
Eckwarden und Tossens waren Kirchorte, hier gab es jeweils auch eine Schule.

## Demographie
| Jahr | Einwohner |
| ---- | --------- |
| 1796 | etwa 1600 |

## Listen
- Liste der Vogteien des Herzogtums Oldenburgs